# Nacza (obwód grodzieński)
Nacza (biał. Нача) – wieś na Białorusi w rejonie werenowskim obwodu grodzieńskiego, nad rzeką Naczką, w pobliżu Ejszyszek. 
Wieś duchowna położona była w końcu XVIII wieku w powiecie lidzkim województwa wileńskiego. W II Rzeczypospolitej w powiecie lidzkim województwa nowogródzkiego. Siedziba rzymskokatolickiej parafii Niepokalanego Poczęcia Najświętszej Maryi Panny.

## Historia
Na początku XVI w. miejscowość należała do wojewody witebskiego i podlaskiego Janusza Kostewicza. W 1529 r. wzniesiono tam drewniany kościół parafialny, fundacji wdowy po wojewodzie, Marianny z Uhrowskich Kostewiczowej.  W kościele znajduje się statua Pana Jezusa Nazaretańskiego. Na przełomie XIX i XX w. był tam folwark o powierzchni około 1000 morgów, który należał do Wandalina Szukiewicza, znanego polskiego archeologa i badacza dziejów średniowiecznej Litwy. W okolicy Naczy we wcześniejszych wiekach znajdowały się osady tatarskie. W Naczy znajduje się kościół pw. Niepokalanego Poczęcia NMP, zbudowany w 1910 r., a konsekrowany 26 kwietnia 1927 r.
Z Naczą związani też byli m.in. Stanisław Jundziłł i Teodor Mateusz Narbutt, których groby znajdują się na miejscowym cmentarzu.

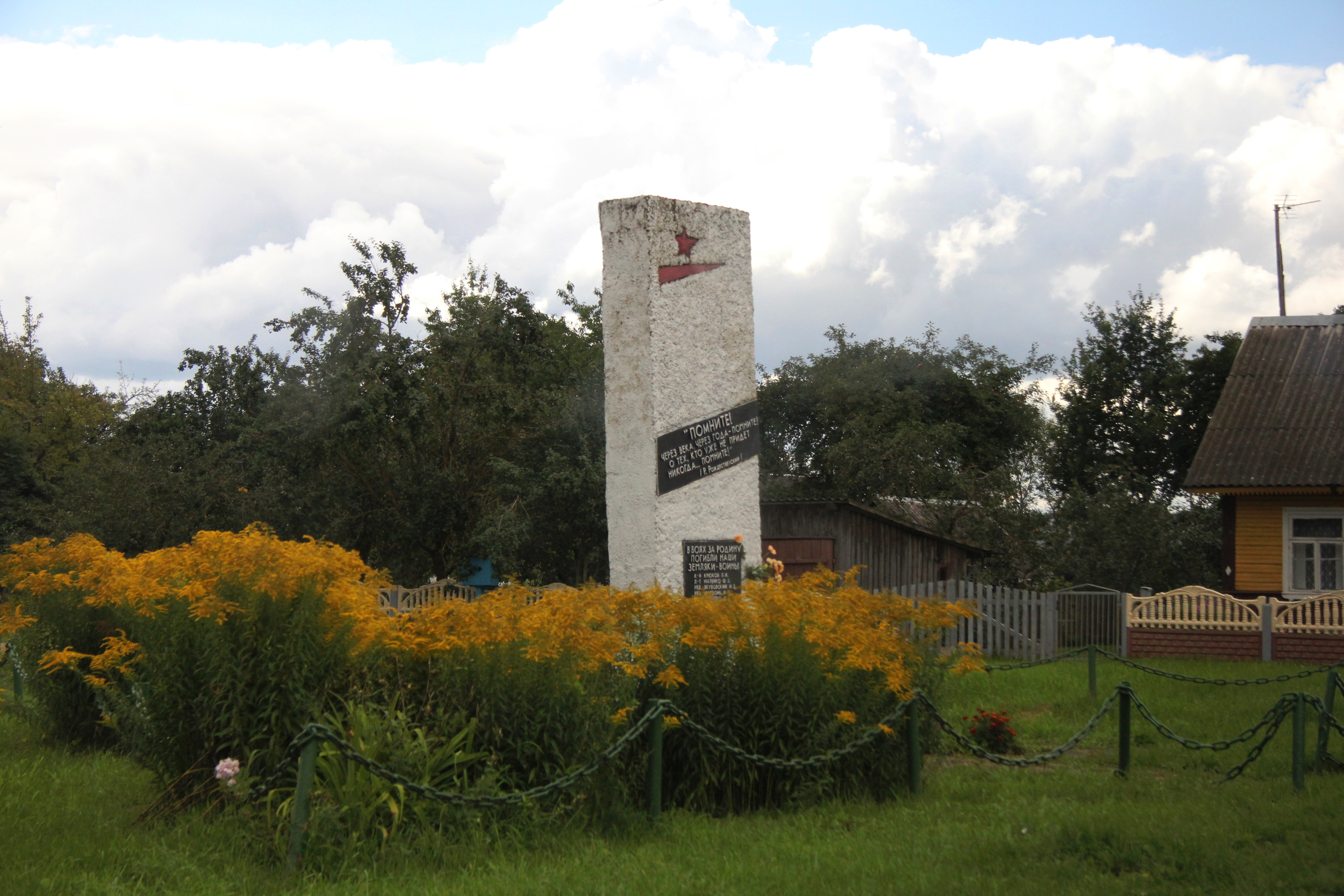
Pomnik bohaterów Wielkiej Wojny Ojczyźnianej
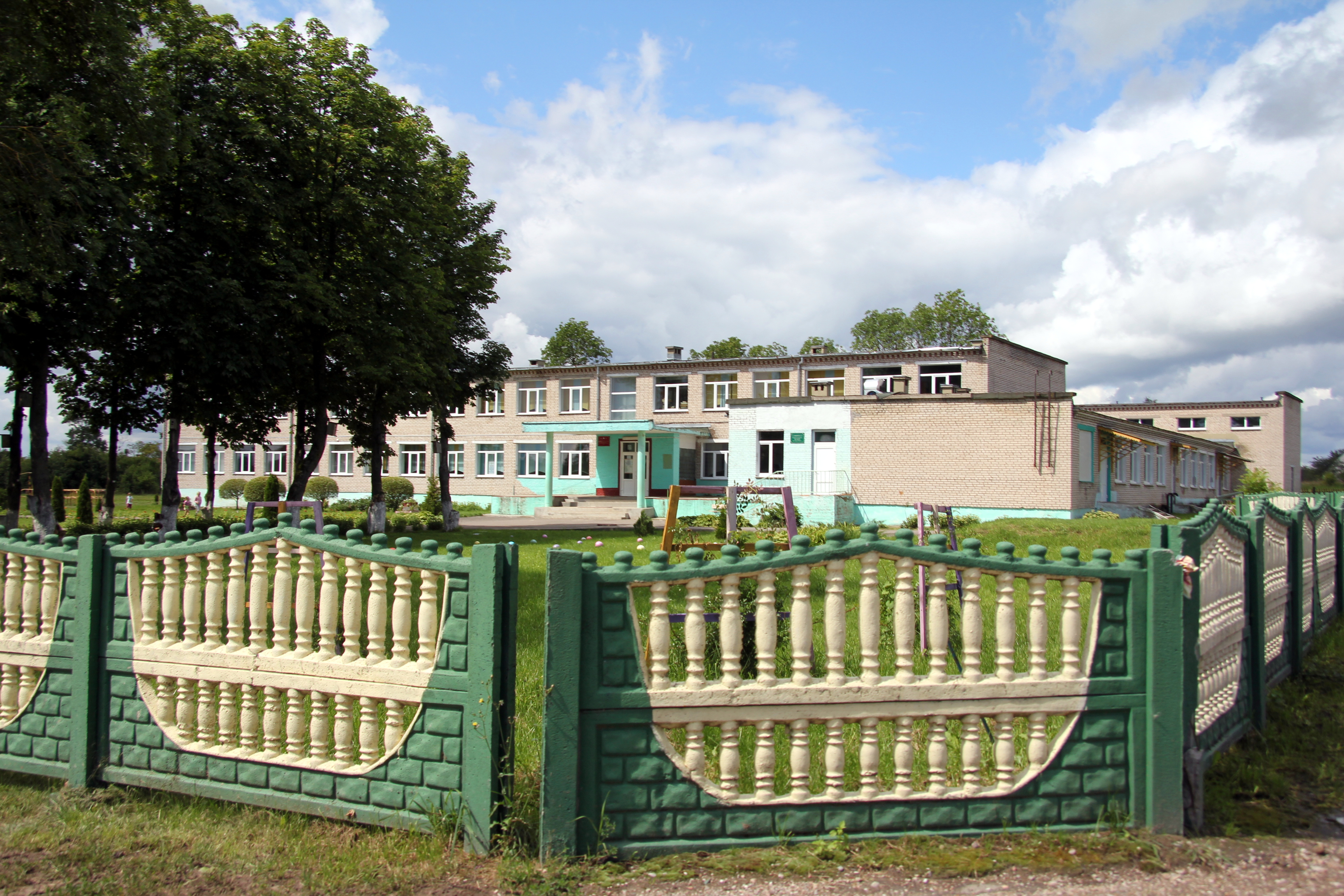
Szkoła
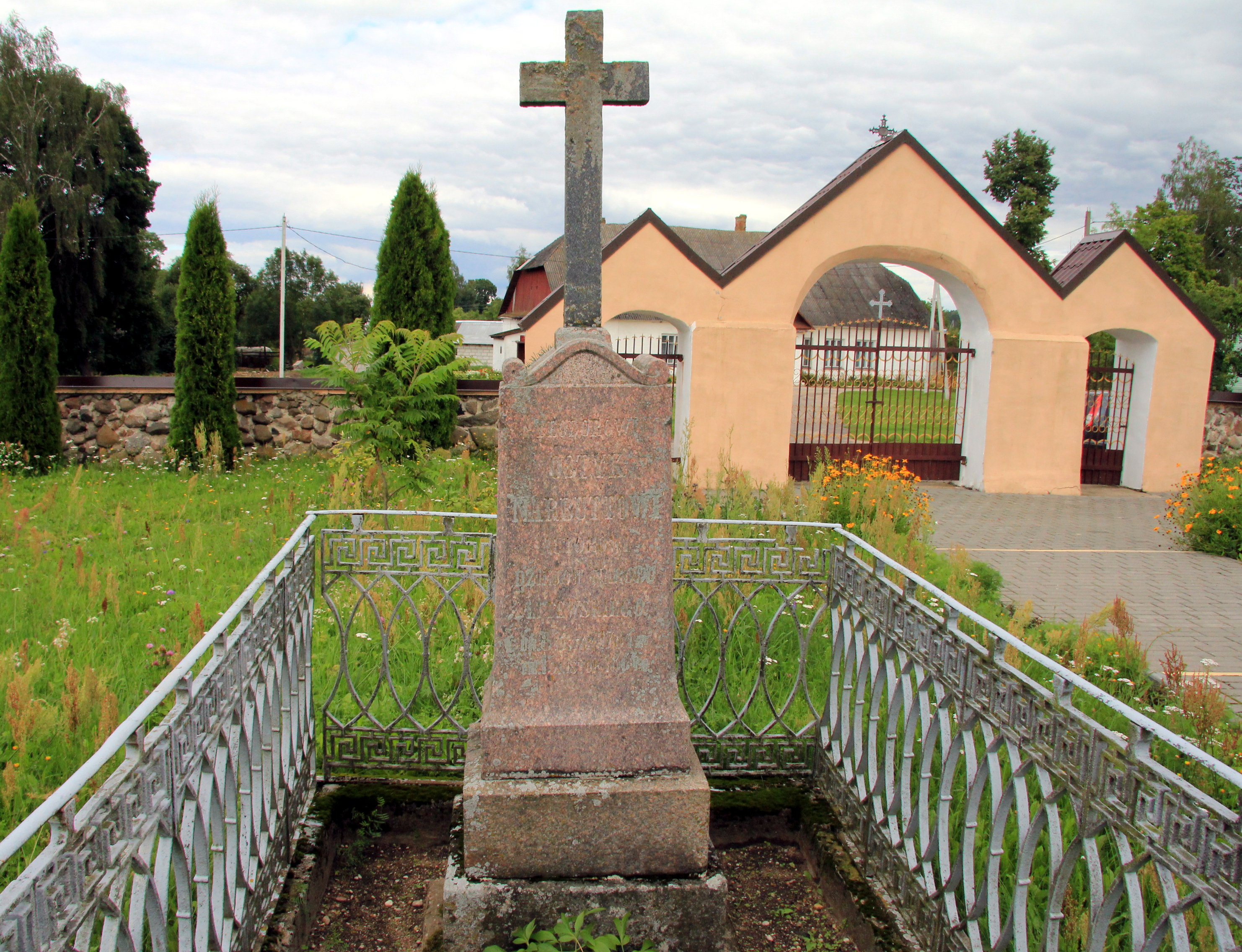
Grób Teodora Narbutta
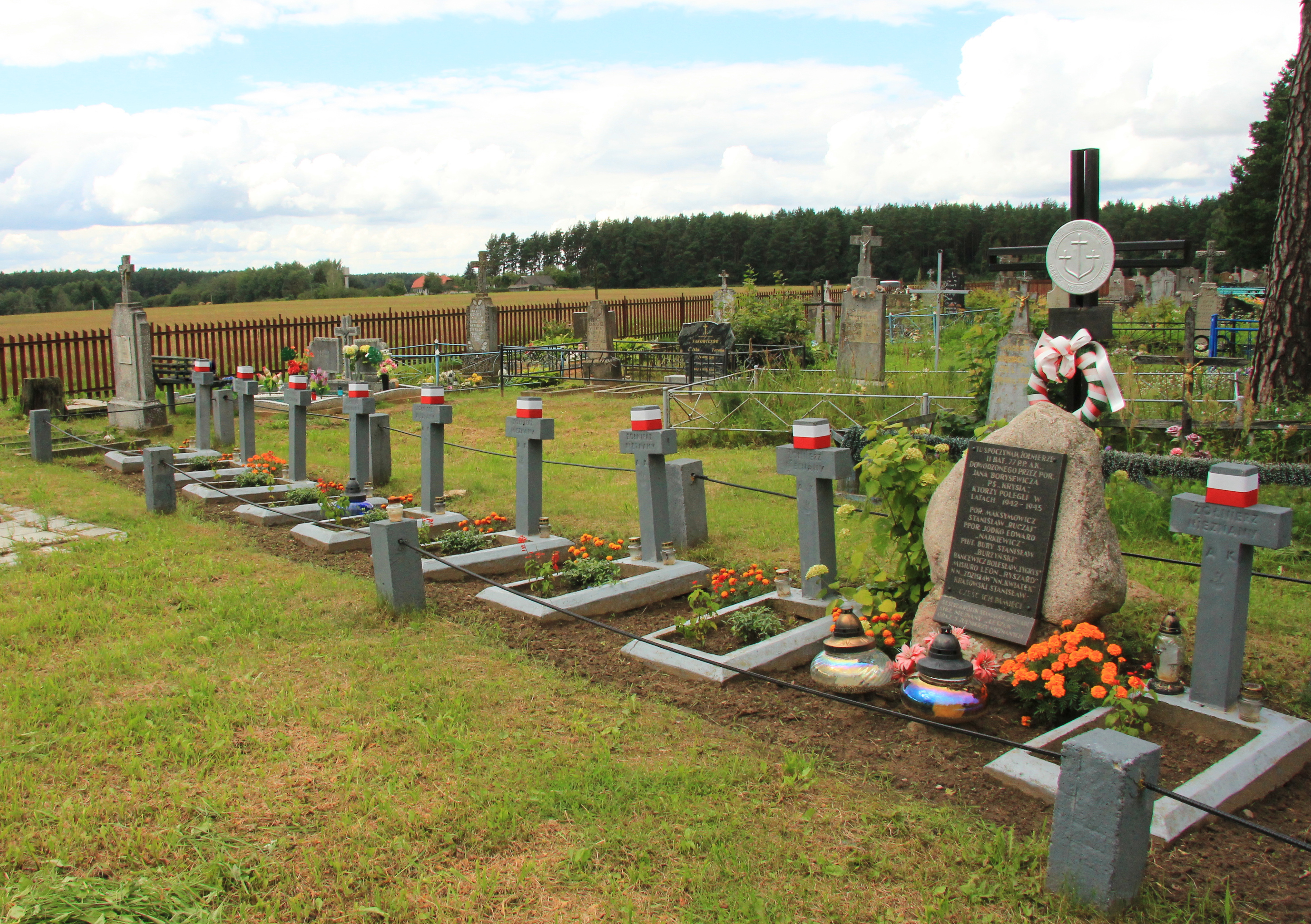
Groby żołnierzy 77 PP AK